# Tokina

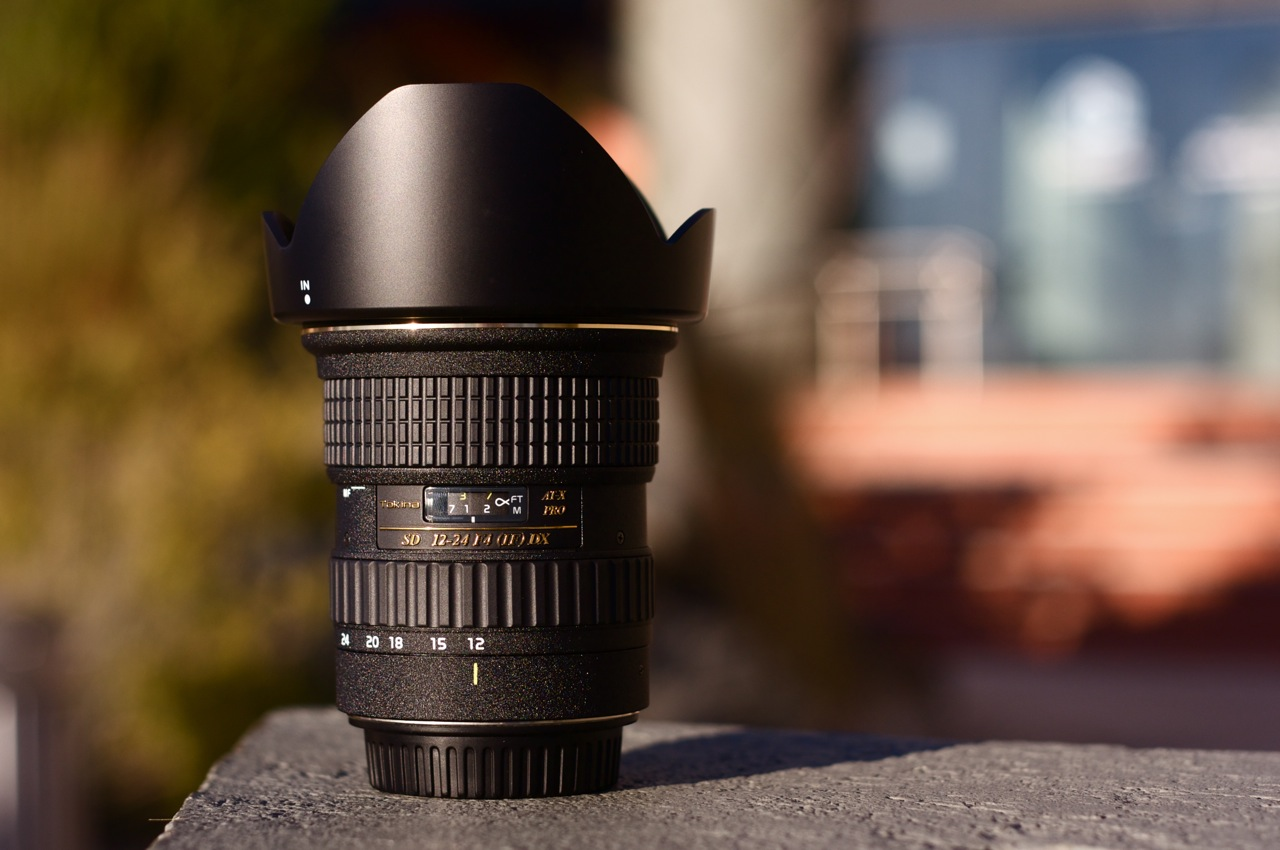
Tokina 12-24mm F4 AT-X124 PRO DX

Tokina Co. Ltd. (яп. トキナー) — японський виробник фото об'єктивів і комплектуючих для систем відеоспостереження.

## Історія
Компанія була заснована групою співробітників корпорації Nikon, які вирішили зосередитися на виробництві якісних зум-об'єктивів. Спочатку компанія виступала виключно як OEM-виробник, але з 1970-х років почала випускати товари під своєю торговою маркою.
Серед продукції компанії — фотооб'єктиви для камер різних виробників (Canon, Nikon та інших), світлофільтри під брендом HOYA.
У січні 2012 року компанія приєдналася до стандарту Мікро 4:3.

## Цікаві факти
- У конструкції об'єктивів Tokina застосовується оригінальний спосіб перемикання режимів ручного та автофокусу, званий «в один дотик» — кільце наведення на різкість одночасно є перемикачем режимів фокусування (до себе — ручний фокус, від себе — авто).
- Об'єктиви Tokina заслужили високі оцінки у відомого фотографа Кена Роквелла. Деякі об'єктиви (наприклад, Tokina 116 AT-X Pro) Роквелл ставить в один ряд з аналогічними об'єктивами Nikon і Canon.